# Rainer Stichel
Rainer Stichel (* 19. August 1942 in Berlin) ist ein deutscher Byzantinist.

## Leben
Rainer Stichel studierte Byzantinistik, Slavistik und Klassischen Philologie an der Freien Universität Berlin, in Heidelberg und Paris. 1969 wurde er an der FU Berlin promoviert. 1971 war er Mitarbeiter des christlichen Archäologen Friedrich Wilhelm Deichmanns am Deutschen Archäologischen Institut und danach Referent an der Bibliotheca Hertziana in Rom. Nach der Habilitation 1981 an der Universität zu Köln für das Fach Byzantinistik wurde er 1985 Professor für Byzantinistik an der Universität Münster. Am byzantinistischen Studienzentrum  Dumbarton Oaks in Washington, D.C. forschte er 1987/1988 als Senior Research Associate. 1994 und 1997 lehrte er als Directeur d’études invité an der École pratique des hautes études in Paris. Seit 1995 ist er ordentliches Mitglied der Nordrhein-Westfälischen Akademie der Wissenschaften und der Künste.
Seine Forschungsschwerpunkte sind die Wechselbeziehungen zwischen byzantinischer Literatur und Kunst, das Nachleben der jüdischen Literatur der hellenistischen Zeit in der byzantinischen Welt und die Bedeutung der byzantinischen Kultur für die orthodoxen Slawen.
Sein Bruder ist der Klassische Archäologe Rudolf H. W. Stichel (* 1945).

## Schriften (Auswahl)
- Studien zum Verhältnis von Text und Bild spät- und nachbyzantinischer Vergänglichkeitsdarstellungen. Die Anfangsminiaturen von Psalterhandschriften des 14. Jahrhunderts, ihre Herkunft, Bedeutung und ihr Weiterleben in der griechischen und russischen Kunst und Literatur (= Byzantina Vindobonensia. Band 5). Böhlau, Köln/Graz/Wien 1971, ISBN 3-205-03280-2 (zugleich Dissertation, FU Berlin 1969).
- Die Namen Noes, seines Bruders und seiner Frau. Ein Beitrag zum Nachleben jüdischer Überlieferungen in der außerkanonischen und gnostischen Literatur und in Denkmälern der Kunst (= Abhandlungen der Akademie der Wissenschaften in Göttingen, Philologisch-Historische Klasse 3. Nummer 112). Vandenhoeck und Ruprecht, Göttingen 1979, ISBN 3-525-82391-6.
- Nathanael unter dem Feigenbaum. Die Geschichte eines biblischen Erzählstoffs in Literatur und Kunst der byzantinischen Welt. Franz Steiner Verlag Wiesbaden GmbH, Stuttgart 1985, ISBN 3-515-03693-8 (zugleich Habilitationsschrift, Köln 1981).
- Die Geburt Christi in der russischen Ikonenmalerei. Voraussetzungen in Glauben und Kunst des christlichen Ostens und Westens. Franz Steiner Verlag, Stuttgart 1990, ISBN 3-515-04273-3.
- Beiträge zur frühen Geschichte des Psalters und zur Wirkungsgeschichte der Psalmen (= Abhandlungen der Nordrhein-Westfälischen Akademie der Wissenschaften. Band 116). Schöningh, Paderborn/München/Wien/Zürich 2007, ISBN 3-506-76386-5.